# Miyamoto Kenji
Miyamoto Kenji (宮本 顕治 (Cung Bản Hiển Trị) Miyamoto Kenji,  17 tháng 10 năm 1908 – 18 tháng 7 năm 2007) là một chính trị gia người Nhật Bản. Ông làm lãnh đạo Đảng Cộng sản Nhật Bản từ năm 1958 đến năm 1977.